# Okludirana fronta
Okludirana fronta ili okluzija je atmosferska fronta koja nastaje kao završni stadij u razvoju ciklone, kada se topli isječak ciklone postupno smanjuje i na kraju nestaje kao posljedica bržega gibanja hladne fronte koja sustigne toplu frontu. Pritom se topla zračna masa diže uvis, a pri tlu ostaje hladniji zrak. Ovisno o toplinskim značajkama hladnoga zraka razlikuju se topla okluzija, kada je zračna masa sa stražnje strane ciklone toplija od hladnoga zraka ispred tople fronte, i hladna okluzija, kada je najhladnija zračna masa ona na stražnjoj strani ciklone. Oblačni sustavi povezani s tim tipovima okluzije nalik su onima hladne, odnosno tople fronte.

## Atmosferske fronte
Na granici između dviju različitih zračnih masa postoje nagle promjene meteoroloških pojava. Ta se granica sastoji od uskog područja, takozvane frontalne zone, koja se pri promatranju u prostornom kretanju na vremenskoj karti smatra i frontalnom plohom. Linija presjeka frontalne plohe s površinom Zemlje zove se fronta. Pri prolazu fronte preko nekog mjesta na tlu naglo se mijenjaju uz temperaturu zraka i vjetar i ostale meteorološke pojave kao što su vlažnost zraka, tlak zraka, naoblaka, vidljivost i tako dalje, a mogu nastati i oborine. Budući da prolaz fronte uzrokuje naglu promjenu vremena, to su fronte jedan od glavnih čimbenika u analizi prizemnih sinoptičkih karata i u prognozi vremena. 
Tipična frontalna zona u smjeru kretanja doseže i više tisuća kilometara, ima debljinu od oko 1 kilometar, obuhvaća širinu ne veću od 100 kilometara, a po visini se može protezati od površine Zemlje pa do tropopauze (oko 11 kilometara). Frontalna ploha je nagnuta prema tlu Zemlje pod kutom od 0,5° do 1,5°.
Nagib fronte i okomiti raspored temperature, vlage, vjetra i drugih termodinamičkih svojstava zračnih masa osobito se zapažaju na okomitim presjecima atmosfere. To su grafički prikazi podataka aeroloških stanica uzduž odabrane linije (obično okomito na liniju fronte), s okomitim mjerama mnogostruko povećanim u usporedbi s vodoravnim mjerama. Okomiti presjeci naročito se mnogo upotrebljavaju u zrakoplovnoj meteorologiji. 
Prema zemljopisnom području fronte se razvrstavaju na arktičke fronte (nastaju između arktičke i polarne zračne mase), polarne fronte (nastaju između polarne i tropske zračne mase) i tropske fronte (nastaju između tropske i ekvatorijalne zračne mase). 
Osnovna podjela fronta odnosi se na toplinska (termička) svojstva i smjer napredovanja pojedinih dijelova fronte. Tople fronte su oni dijelovi fronte koji se premještaju u stranu relativno hladnije zračne mase. Iza tople fronte premješta se toplija zračna masa koja potiskuje hladniju zračnu masu. Hladne fronte su dijelovi fronte koji se pomiču relativno prema toplijoj zračnoj masi. Iza hladne fronte nastupa hladna zračna masa, dok predfrontalna zračna masa odstupa. Brzine ovih tipova fronte međusobno se bitno razlikuju: hladna fronta u sklopu ciklone napreduje brže od tople i s vremenom je dostiže pa nastaje novi tip takozvana fronta okluzije, gdje pri tlu ne postoje temperaturni kontrasti, jer su u dodiru dvije nešto različito temperirane hladne zračne mase.

### Vrijeme na frontama
Svojstvene vremenske pojave vezane uz toplu, odnosno hladnu frontu bitno su različite. 
U toploj fronti topliji zrak struji iznad klina hladnijeg zraka. Sustav oblaka tople fronte zapaža se u prvom redu ispred linije fronte na tlu, a stvara se iznad klina hladnijeg zraka. Približavanjem tople fronte najprije se na obzoru pojavljuju cirusi, koje slijedi sloj cirostratusa. Daljim približavanjem tople fronte cirostratusi postepeno prelaze u niži i gušći sloj altostratusa koji se dalje zgušćuje, a njihova podnica se spušta pa prelaze u nimbostratus velike debljine (obično od 5 do 6 kilometara) iz koje pada oborina; širina je pojasa oborine oko 300 kilometara. 
Pri prolazu tople fronte, osim naoblake, svojstvena je i promjena drugih pojava: ispred linije fronte tlak zraka pada, a nakon prolaza tlak ostaje uglavnom nepromijenjen, vjetar mijenja smjer, temperatura poraste, oborina prestaje, te se djelomično razvedrava. 
Prodori hladnih zračnih masa nastaju prolazom hladne fronte, koja je po vremenskim svojstvima općenito mnogo izraženija od tople fronte. Klin hladnog zraka u napredovanju ima veći nagib od tople fronte, pa u labilnom zraku nastaju konvektivni oblaci, često s jakim pljuskovima i grmljavinom. 
Prema Bergeronu razlikuju se hladna fronta prve i hladna fronta druge vrste.  
Hladna fronta prve vrste nastaje najčešće u stadiju razvoja ciklone, i to blizu njena središta. Oblačni sustav nalazi se uglavnom iza linije fronte i sličan je zrcalnoj slici tople fronte. Oborinski je pojas širok oko 100 kilometara. 
U hladnoj fronti druge vrste osnovni je pojas oborina ispred linije fronte pri tlu. Obično su to fronte koje se brzo gibaju u unutrašnjim dijelovima ciklone. Fronta ima snažno razvijene kumulonimbuse popraćene katkada grmljavinama i naglim kratkotrajnim pojačanim vjetrom. Pojas kumulonimbusa s pljuskovitim oborinama širok je od 50 do 100 kilometara, no ti oblaci obično nisu kontinuirani. Pri prolazu fronte, uz pad temperature, svojstveno je naglo skretanje smjera vjetra na sjeverozapadni kvadrant, izrazit porast tlaka zraka i nakon prestanka oborine bitno poboljšanje vidljivosti. 

### Fronta okluzije
Fronta okluzije ujedinjuje svojstva tople i hladne fronte, a pojavljuje se u završnoj fazi razvoja ciklone (okludiranje ciklone). Moguća su 2 tipa okluzije: okluzija tipa hladne fronte i okluzija tipa tople fronte.
Okluzija tipa tople fronte nastaje kad hladna fronta dostigne toplu frontu pri tlu, a hladni je zrak iza hladne fronte topliji od hladnog zraka ispred tople fronte. Hladna fronta podiže od tla topli zrak tople fronte, penjući se na još hladniji zrak koji se prvobitno nalazio ispred tople fronte. Oblačni sustav mnogo sliči na oblake tople fronte, a pojas oborine je ograničen na područje između fronte okluzije pri tlu i visinske hladne fronte. 
Okluzija tipa hladne fronte nastaje kada je zrak na stražnjoj strani hladne fronte hladniji od hladnog zraka ispred tople fronte. Tada hladna fronta podiže od tla ne samo topli zrak tople fronte nego se kao klin uvlači i ispod relativno zraka koji je prvobitno bio ispred tople fronte. Oblačni sustav tog tipa fronte ima svojstva naoblake hladne fronte, s pojasom oborine s obje strane fronte okluzije. Fronta okluzije često je popraćena i grmljavinom, a kumulusi i kumulonimbusi pojavljuju se i iza fronte okluzije. 
Nakon prolaza fronte okluzije općenito nastupa razvedravanje. Uz promjene tlaka zraka zapažaju se i promjene smjera vjetra, no promjene su temperature zraka redovito malene.